# Discografia de Dalida
Veja também  Lista de canções gravadas por Dalida

## Discos

### Discos de Estúdio
- 1956	Son Nom Est Dalida
- 1957	Miguel
- 1958	Gondolier
- 1958	Les Gitans
- 1959	Le Disque D'or De Dalida
- 1959	Love In Portofino (A San Cristina)
- 1960	Les Enfants Du Pirée
- 1961	Garde-Moi La Dernière Danse
- 1961	Loin De Moi
- 1961	Milord
- 1961   Rendez-Vous Mit Dalida (Lançado Na Alemanha)
- 1962	Le Petit Gonzales
- 1963	Eux
- 1964	Amore Scusami (Amour Excuse-Moi)
- 1965	Il Silenzio (Bonsoir Mon Amour)
- 1966	Pensiamoci Ogni Sera (Lançado Na Itália)
- 1967	Olympia 67 (Disco De Estúdio)
- 1967	Piccolo Ragazzo (Lançado Na Itália)
- 1968	Un Pò D'amore (Lançado Na Itália)
- 1968	Le Temps Des Fleurs
- 1969	Canta In Italiano (Lançado Na Itália)
- 1969	Ma Mère Me Disait
- 1969   In Deutsch (Lançado Na Alemanha)
- 1970	Ils Ont Changé Ma Chanson
- 1971	Une Vie
- 1972	Il Faut Du Temps
- 1973	Sings In Italian For You (Lançado Na Itália)
- 1973	Julien
- 1974	Manuel
- 1975	Sempre Più (Lançado Na Itália)
- 1975	J'attendrai
- 1976	Coup De Chapeau Au Passé
- 1976   Die Neuen Lieder Der Dalida (Lançado Na Alemanha)
- 1977	Femme Est La Nuit
- 1977	Salma Ya Salama
- 1978	Génération 78 / Voilà Pourquoi Je Chante / Ça Me Fait Rêver
- 1979	Dédié À Toi (Monday Tuesday)
- 1980	Gigi In Paradisco
- 1981	Olympia 81 (Disco De Estúdio)
- 1982	Spécial Dalida
- 1982	Mondialement Vôtre
- 1983	Les P'tits Mots
- 1984	Dali
- 1986	Le Visage De L'amour
- 1987  La Magie Des Mots (Álbum Não Lançado)
- 1987	Tigani Bi Arab (Lançado No Egito)

### Discos Ao Vivo
- 1972	Olympia 71
- 1974	Olympia 74
- 1977	Olympia 77
- 1980	Le Spectacle Du Palais Des Sports 1980
- 1997	Olympia 1959 (Inédito)
- 2000  Live! Instants D'émotions
- 2007  Live! Instants D'émotions (2ª Tiragem)
- 2007  Olympia 1974 (Relançamento)

### Compilações e Coletâneas
- 1967  De "Bambino" À "Il Silenzio"
- 1978	Génération 78 / Voilà Pourquoi Je Chante / Ça Me Fait Rêver
- 1980   Été 80 : Rio Do Brasil
- 1982   Le Disque D'or Du Mundial '82
- 1986   Le Sixième Jour
- 1986   The Best Of Dalida
- 1987   The Best Of Dalida, Vol. 2
- 1987   Am Tag, Als Der Regen Kam - Ihre Grossen Erfolge
- 1988   Master Serie Vol.1
- 1989   Dalida Mon Amour
- 1990   Dalida Mon Amour Vol.2
- 1991   Les Années Barclay : 1956-1970
- 1993   Paroles, Paroles
- 1993   Am Tag, Als Der Regen Kam (Gravações Em Alemão: 1959-1963)
- 1995   Master Serie Vol.2
- 1997   Les Années Orlando : 1970-1997
- 1999   Dalida La Légende
- 1999   Dalida Story
- 2000   Je Danse, Je Vis, J'aime
- 2004   Mademoiselle Succès
- 2004   The Queen
- 2006   Les Années Disco
- 2007   Les 101 Plus Belles Chansons
- 2007   With Love: Best Of (Estados Unidos)
- 2007   Italia Mia
- 2008   Les 50 Plus Belles Chansons
- 2008   Sus Más Grandes Exitos En Español
- 2008   Deutsch Gesang Ihre Grossen Erfolge
- 2009   Dalida Glamorous
- 2009   Arabian Songs
- 2009   D'ici Et D'ailleurs

### Trilhas Sonoras
- 1977 Pour Toujours (Trilha Sonora do Filme)

### Discos de Remix
- 1995	Comme Si J'étais Là
- 1996	À_Ma_Manière...
- 1997	L'an 2005
- 1998	Le Rêve Oriental
- 2001	Révolution 5° Du Nom

## Prêmiações

### Premiações de Discos

#### Ouro
- 1981 - Olympia '81 - França
- 1995 - Comme Si J'étais Là... - França (1996)
- 1996 - À Ma Manière - França
- 1997 - L'an 2005 - França (2000)

### Premiações de compilações e coletâneas

#### Ouro
- 1987 - Master Serie, Vol. 1 - França (2004)
- 1989 - Mon Amour - França (1992)
- 1991 - Les Années Barclay - França (2005)
- 2002 - 15 Ans Déjà... L'original – França

#### Platina
- 1997 - Les Années Orlando - França
- 1997 - 40 Succès En Or - França (2002)